# Lithakia
Lithakia  este un oraș în Grecia în prefectura Argolida.